# Trichomorellia nigritibia
Trichomorellia nigritibia är en tvåvingeart som först beskrevs av John Otterbein Snyder 1949.  Trichomorellia nigritibia ingår i släktet Trichomorellia och familjen husflugor.
Artens utbredningsområde är Colombia. Inga underarter finns listade i Catalogue of Life.